# Pedro Rodríguez Ledesma
Pedro Eliezer Rodriguez Ledesma (sinh ngày 28 tháng 7 năm 1987 ở Santa Cruz de Tenerife, Quần đảo Canaria), thường được biết đến với cái tên Pedro hoặc Pedrito, là một cầu thủ người Tây Ban Nha hiện đang thi đấu ở vị trí tiền đạo cho câu lạc bộ Lazio. Mặc dù thuận chân phải, Pedro có thể chơi bóng tốt bằng chân trái. Ngoài ra, anh còn nổi tiếng với những pha chọn vị trí tốt và có khả năng sút nhanh, mạnh, đặc biệt từ khoảng cách xa.
Pedro gia nhập lò đào tạo trẻ của Barcelona từ năm 17 tuổi. Từ năm 2008 đến năm 2015, anh đã có 321 trận trên mọi đấu trường và ghi được 99 bàn thắng cho đội bóng xứ Catalunya, giành được 20 danh hiệu, hai cú ăn ba, trong đó có năm chức vô địch La Liga và ba chức vô địch UEFA Champions League. Trong mùa giải 2009–10, anh trở thành cầu thủ đầu tiên trong lịch sử ghi bàn tại 6 giải đấu chính thức khác nhau trong cùng một mùa giải. Pedro rời Barcelona để đến Chelsea vào tháng 8 năm 2015. Tại Chelsea, anh giành được danh hiệu vô địch Premier League, Cúp FA và UEFA Europa League. Mùa hè năm 2020, anh đến AS Roma theo dạng chuyển nhượng tự do. Một năm sau, anh gia nhập Lazio, đội bóng cùng thành phố của AS Roma.
Tại đội tuyển Tây Ban Nha, Pedro có trận đấu đầu tiên vào tháng 5 năm 2010 và đã giành được danh hiệu vô địch World Cup 2010 và Euro 2012.

## Sự nghiệp câu lạc bộ

### Những năm đầu sự nghiệp
Pedro gia nhập đội trẻ của Barcelona vào năm 17 tuổi từ câu lạc bộ địa phương CD San Isidro. Vào năm 2015, khi Pedro chuyển đến Chelsea, San Isidro đã bất ngờ nhận được khoảng 450 nghìn euro từ vụ chuyển nhượng này và giúp đội bóng thoát khỏi nguy cơ phá sản.

### Barcelona
Pedro là trụ cột của đội FC Barcelona B giành quyền thăng hạng ở giải Tercera División, với 7 bàn thắng sau 37 trận. Vào tháng 1 năm 2008, anh có trận đấu đầu tiên cho đội một Barcelona trong trận thắng trước Real Murcia.

#### 2008–09
Pedro có tên trong đội hình đội một Barcelona tham dự các trận đấu trước mùa giải 2008-09 và đã lần lượt ghi bàn vào lưới Hibernian và New York Red Bulls. Ngày 13 tháng 8, anh góp mặt trong chiến thắng 4–0 trước Wisła Kraków tại vòng sơ loại thứ ba UEFA Champions League. Anh có trận đấu ra mắt tại vòng bảng giải đấu này vào ngày 16 tháng 9 khi vào sân thay cho Thierry Henry trong chiến thắng 3-1 trước Sporting Clube de Portugal.
Trong mùa giải này, Barcelona đoạt cú ăn ba và Pedro đã thi đấu tổng cộng 14 trận. Trong trận chung kết UEFA Champions League 2009 với Manchester United, anh được vào sân ở phút 92 thay cho Andrés Iniesta.

#### 2009–10

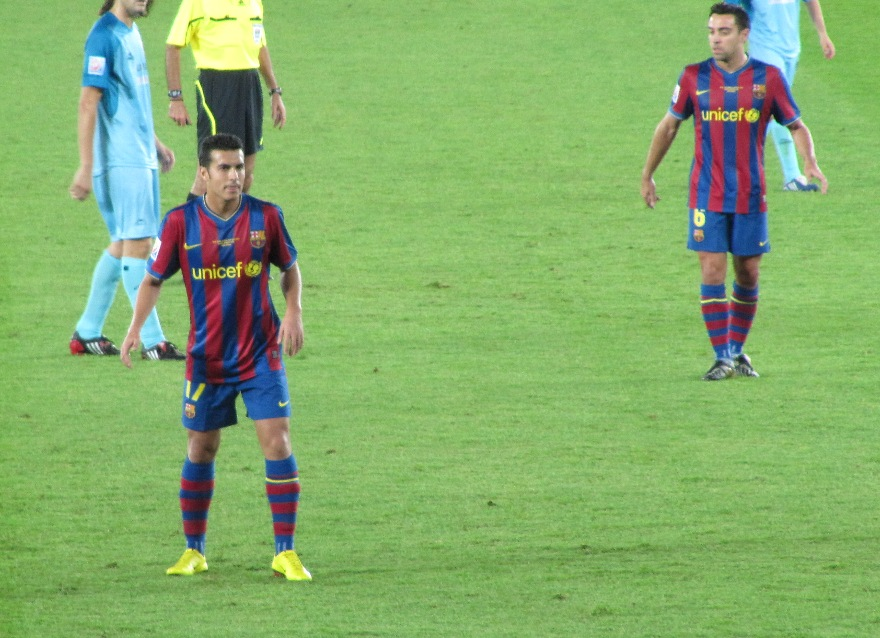
Pedro (trái) và Xavi tại FIFA Club World Cup năm 2009.

Trong mùa bóng 2009–10, Pedro bắt đầu có được vị trí chính thức trong đội hình của huấn luyện viên Pep Guardiola. Ngày 16 tháng 8, anh kiến tạo cho Xavi mở tỉ số và ghi bàn thắng thứ hai trong chiến thắng 2-1 trước Athletic Bilbao tại San Mamés trong trận Siêu cúp bóng đá Tây Ban Nha. Sau đó anh gia hạn hợp đồng đến tháng 6 năm 2014 với điều khoản phá vỡ hợp đồng 60 triệu £. Đến trận tranh Siêu cúp châu Âu gặp FC Shakhtar Donetsk, Pedro vào sân thay cho Zlatan Ibrahimović ở phút 80 đã ghi bàn thắng duy nhất của trận đấu trong thời gian thi đấu hiệp phụ.
Ngày 28 tháng 9, Pedro có được bàn thắng đầu tiên ở đấu trường Champions League trong chiến thắng 2-0 trước FC Dynamo Kyiv. Ngày 3 tháng 10, anh có được bàn thắng đầu tiên tại La Liga vào lưới UD Almería để đem về chiến thắng 1–0 cho Barcelona. Một tháng sau đó, anh lập cú đúp trong trận lượt đi vòng 1/32 Cúp nhà vua Tây Ban Nha thắng Cultural y Deportiva Leonesa 2–0 (anh cũng ghi bàn trong trận lượt về sau đó với tỉ số 5–0 thuộc về Barca).
Pedro tiếp tục phong độ ghi bàn ấn tượng với cú đúp trong chiến thắng 4-2 trước RCD Mallorca tại La Liga. Sau đó, anh có bàn thắng trong trận thắng Inter Milan 2-0 tại vòng bảng Champions League. Ngày 16 tháng 12, Pedro ghi bàn trong trận bán kết FIFA Club World Cup với Atlante FC, giúp anh trở thành cầu thủ đầu tiên trong lịch sử ghi bàn tại 6 giải đấu chính thức khác nhau trong cùng một mùa giải: La Liga, Copa del Rey, UEFA Champions League, siêu cúp châu Âu, Siêu cúp Tây Ban Nha và Giải vô địch thế giới các câu lạc bộ. Ba ngày sau đó, trong trận chung kết với Estudiantes, anh là người ghi bàn gỡ hòa 1-1 cho Barcelona ở phút 89 trước khi Lionel Messi ghi bàn ở hiệp phụ đem về danh hiệu vô địch FIFA Club World Cup đầu tiên trong lịch sử của Barcelona.
Ngày 10 tháng 4, anh ghi bàn thắng thứ hai trong trận thắng 2–0 trước Real Madrid, trận đấu El Clásico đầu tiên mà anh tham gia. Anh cũng là người ghi bàn mở tỉ số trong trận bán kết lượt đi Champions League với Inter Milan nhưng sau đó đội bóng của anh đã để thua ngược 3-1. Pedro kết thúc mùa giải 2009–10 với 23 bàn thắng sau 53 trận và đến ngày 9 tháng 6 đã gia hạn hợp đồng thêm 5 năm với Barcelona.

#### 2010-11
Pedro bắt đầu mùa giải 2010–11 với vị trí chính thức trong đội hình của Barcelona. Ngày 29 tháng 1 năm 2010, anh ghi bàn thắng thứ hai trong chiến thắng 5-0 trước Real Madrid, giúp Barça lên được vị trí dẫn đầu giải. Một tháng sau đó anh lập cú đúp trong chiến thắng 5-1 trước Espanyol.
Ngày 20 tháng 4 năm 2011, Pedro có một bàn thắng không được công nhận trong trận chung kết Cúp Nhà vua Tây Ban Nha, trận đấu mà Barca để thua Real Madrid 0–1 ở hiệp phụ. Đến ngày 3 tháng 5, trong dịp tái ngộ Real Madrid trong trận bán kết lượt về Champions League, anh đã ghi bàn thắng mở tỉ số và chung cuộc Barcelona giành chiến thắng sau hai lượt trận là 3-1 để vào chung kết. Trong trận chung kết, anh chính là người mở tỉ số để chung cuộc đội bóng xứ Catalunya giành chiến thắng 3-1 trước Manchester United.

#### 2011–12
Ngày 5 tháng 7 năm 2011, Pedro gia hạn hợp đồng với Barcelona thêm một năm, đến năm 2016 với phí phá vỡ hợp đồng là 150 triệu €. Do chấn thương cộng với sự có mặt của các cầu thủ mới như Alexis Sánchez, Isaac Cuenca và Cristian Tello khiến cơ hội ra sân của Pedro trong mùa bóng 2011-12 bị thu hẹp lại. Anh là người ghi bàn thắng đầu tiên cho Barcelona tại vòng bảng UEFA Champions League 2011-12 trong trận hòa AC Milan 2-2 và lập cú đúp trong trận thắng BATE Borisov 4-0 lượt trận cuối vòng bảng. Ngày 26 tháng 1 năm 2012, Pedro ghi bàn mở tỉ số trong trận lượt về tứ kết Cúp Nhà vua với Real Madrid và Barcelona giành quyền vào bán kết với chiến thắng 4-3 chung cuộc. Anh kết thúc mùa giải với 13 bàn thắng, trong đó có cú đúp trong trận chung kết Cúp Nhà vua giành chiến thắng 3–0 trước Athletic Bilbao.

#### 2012-13
Ngày 19 tháng 8, Barcelona mở màn La Liga 2012–13 với chiến thắng 5-1 trước Real Sociedad trong đó Pedro đóng góp được 1 bàn thắng. Bốn ngày sau, Barcelona đánh bại Real Madrid 3-2 trong trận lượt đi Siêu cúp Tây Ban Nha bằng các bàn thắng của Pedro, Lionel Messi và Xavi.
Ngày 6 tháng 1, Pedro lập được cú đúp trong trận thắng 4-0 của Barcelona trước RCD Espanyol 4–0. Trong trận lượt về tứ kết Champions League với PSG tại sân Camp Nou, Pedro đã ghi bàn thắng gỡ hòa cực kỳ quan trọng giúp Barca tiến vào bán kết với luật bàn thắng trên sân khách.

#### 2013–14
Ngày 18 tháng 8, Barcelona giành chiến thắng hủy diệt 7-0 trước Levante UD ngay trận đầu tiên của mùa giải mới với Pedro lập được cú đúp. Ngày 21 tháng 9, Pedro lập hat-trick trong trận thắng Rayo Vallecano 4-0. Ngày 22 tháng 12, anh lại có một hat-trick khác, lần này chỉ trong vòng 9 phút để giúp Barcelona lội ngược dòng đánh bại Getafe CF 5-2 sau khi trước đó đã bị dẫn trước 2-0. Pedro kết thúc mùa giải với 19 bàn thắng, trong đó có 15 bàn tại La Liga. 

#### 2014–15
Ngày 16 tháng 12 năm 2014, Pedro lập hat-trick tại Copa del Rey giúp Barcelona có chiến thắng kỷ lục 8-1 trước Huesca tại Camp Nou. Ngày 9 tháng 5 năm 2015, Pedro ghi bàn bằng tư thế xe đạp chổng ngược trong chiến thắng 2-0 trước Real Sociedad tại vòng 36 La Liga. Ngày 6 tháng 6 năm 2015, anh được vào sân ở những phút bù giờ trận chung kết UEFA Champions League 2015 với Juventus. Chiến thắng 3-1 đã giúp Barcelona trở thành đội bóng đầu tiên trong lịch sử hai lần giành được cú ăn ba. Pedro, Lionel Messi, Andrés Iniesta, Xavi, Gerard Piqué, Sergio Busquets và Daniel Alves là những cầu thủ của Barca có mặt trong cả hai lần ăn ba nói trên.
Tháng 6 năm 2015, Pedro gia hạn hợp đồng với Barcelona đến năm 2019. Anh là người ghi bàn ở hiệp phụ ấn định chiến thắng 5-4 của Barcelona trước Sevilla tại trận tranh Siêu cúp châu Âu vào ngày 11 tháng 8 năm 2015.

### Chelsea

#### 2015-16
Ngày 20 tháng 8 năm 2015, anh chính thức gia nhập câu lạc bộ Chelsea với giá chuyển nhượng 19 triệu bảng Anh và có thể lên đến 21,4 triệu £ tùy vào phong độ theo bản hợp đồng có thời hạn bốn năm. Ngày 23 tháng 8 năm 2015, Pedro có trận đấu đầu tiên cho Chelsea trong trận đấu sân khách với West Bromwich Albion, ghi bàn thắng mở tỉ số và kiến tạo cho Diego Costa ghi bàn giúp Chelsea giành thắng lợi 3-2, thắng lợi đầu tiên của họ trong mùa giải. Sau đó, ở trận đấu đầu tiên của mình tại Cúp Liên đoàn bóng đá Anh, anh đã ghi bàn ấn định chiến thắng 4-1 của Chelsea trước Walsall. Anh có bàn thắng đầu tiên tại Stamford Bridge vào ngày 19 tháng 12 trong trận thắng Sunderland 3-1.
Pedro có được cú đúp đầu tiên trong màu áo Chelsea trong chiến thắng 5-1 trước Newcastle United ở vòng 26 giải Ngoại hạng Anh.

#### 2016-17
Ngày 27 tháng 8 năm 2016, Pedro vào sân từ ghế dự bị đã có đường chuyền kiến tạo để Victor Moses ấn định chiến thắng 3-0 của Chelsea trước Burnley. Ngày 23 tháng 10 năm 2016, Pedro bằng cú sút trúng đích đầu tiên trong mùa giải ghi bàn thắng mở tỉ số ở ngay ở giây thứ 30 trận đấu với Manchester United. Chung cuộc Chelsea đã giành chiến thắng 4-0. Ngày 5 tháng 11, anh có một bàn thắng và hai pha kiến tạo trong trận thắng 5-0 trước Everton tại Stamford Bridge. Ngày 26 tháng 11 trong trận đấu với Tottenham Hotspur, Pedro có một pha cứa lòng hoàn hảo về góc xa khung thành từ ngoài vòng cấm gỡ hòa 1-1 cho Chelsea ngay trước khi hiệp 1 kết thúc và Chelsea cuối cùng đã giành chiến thắng 2-1 để duy trì ngôi đầu bảng. Bàn thắng này sau đó đã được bầu chọn là Bàn thắng đẹp nhất Giải ngoại hạng Anh 2016-17 trong tháng 11.
Ngày 8 tháng 1 năm 2017, Pedro lập cú đúp trong chiến thắng 4-1 trước Peterborough United tại vòng 3 Cúp FA 2016-17. Ngày 25 tháng 2, trong thế trận Chelsea đang bị Swansea City cầm hòa 1-1 trên sân nhà, anh có pha sút xa thành bàn nâng tỉ số lên 2-1 cho Chelsea, pha lập công thứ 7 trong 9 trận gần nhất cho Chelsea (chung cuộc Chelsea thắng 3-1). Ngày 30 tháng 4, trong trận lượt về với Everton, Pedro phá vỡ thế bế tắc của trận đấu bằng một cú sút xa đẹp mắt đánh bại thủ thành Maarten Stekelenburg và lần thứ hai trong mùa giải bàn thắng của anh được chọn là Bàn thắng đẹp nhất Giải ngoại hạng Anh trong tháng.
Kết thúc mùa giải 2016-17, Pedro cùng Chelsea giành được danh hiệu vô địch Premier League và anh có bàn thắng cuối cùng trong mùa giải trong trận thắng 5-1 trước Sunderland. Trong trận Chung kết Cúp FA 2017 thua Arsenal 2-1, anh vào sân ngay từ đầu và bị thay ra ở phút 72.

#### 2017-18
Pedro khởi đầu mùa bóng mới không như ý khi phải nhận thẻ đỏ trực tiếp trong trận Siêu cúp Anh 2017 với Arsenal sau pha phạm lỗi với Mohamed Elneny. Chelsea sau đó bị gỡ hòa và thua trong loạt sút luân lưu. Ngày 12 tháng 9, anh có bàn thắng đầu tiên trong mùa giải mới với pha lập công mở tỉ số trong chiến thắng 6-0 trước FK Qarabag tại trận đấu đầu tiên vòng bảng UEFA Champions League 2017-18. Ngày 23 tháng 9, anh ghi bàn thắng đầu tiên tại Ngoại hạng Anh mùa giải mới khi tận dụng sai lầm từ đường chuyền về của Darren Fletcher bên phía Stoke City để nâng tỉ số trận đấu lên 2-0. Ngày 21 tháng 10, anh là người mở tỉ số trong chiến thắng 4-2 trước Watford bằng một siêu phẩm từ ngoài vòng cấm.
Pedro tiếp tục ghi bàn vào lưới Stoke trong chiến thắng 5-0 ngày 30 tháng 12. Trong hành trình đi đến chức vô địch Cúp FA 2017-18 của Chelsea, Pedro ghi được hai bàn, trong chiến thắng 4-0 trước Hull City và đặc biệt là pha lập công quyết định ở hiệp phụ thứ nhất trận tứ kết thắng Leicester City 2-1.

#### 2018-19
Ngày 11 tháng 8 năm 2018, anh có bàn thắng đầu tiên trong mùa giải mới với pha ghi bàn ấn định chiến thắng 3-0 trước Huddersfield Town tại vòng 1 Giải bóng đá Ngoại hạng Anh 2018-19. Một tuần sau đó, anh là người ghi bàn mở tỉ số giúp Chelsea đánh bại Arsenal 3-2. Ngày 1 tháng 9, anh vào sân từ ghế dự bị là người khai thông thế bế tắc cho Chelsea trong trận thắng Bournemouth 2-0, chiến thắng thứ tư trong cả bốn trận mở màn của Chelse tại Premier League 2018-19.
Ngày 2 tháng 12, Pedro trở thành cầu thủ ghi được bàn thắng thứ 1000 trên sân nhà của Chelsea tại Premier League khi mở tỉ số trong trận thắng Fulham 2-0. Hai tuần sau, anh lại tiếp tục là người mở tỉ số, lần này giúp Chelsea đánh bại Brighton 2-1. Ngày 28 tháng 2 năm 2019, anh được đánh giá là cầu thủ xuất sắc nhất trận Chelsea thắng Tottenham Hotspur 2-0 và anh cũng chính là người mở tỉ số trận đấu.
Trong hành trình đi đến chức vô địch UEFA Europa League 2018-19 của Chelsea, Pedro đóng góp tổng cộng 5 bàn thắng trong đó có cú đúp trước Slavia Praha tại tứ kết, pha ghi bàn quý giá trên sân khách trước Eintracht Frankfurt ở bán kết và pha nâng tỉ số lên 2-0 trong trận Chung kết UEFA Europa League 2019 đánh bại Arsenal 4-1.

#### 2019-20
Pedro lập công lần đầu tiên trong mùa giải 2019-20 là trong chiến thắng 7-1 trước Grimsby Town tại vòng 3 Cúp EFL 2019-20. Ngày 8 tháng 3 năm 2020, Pedro có được bàn thắng đầu tiên tại Premier League 2019-20 trong trận thắng đậm Everton 4-0. Đây là bàn thắng đầu tiên tại Premier League của anh sau hơn 1 năm.
Pedro xuất hiện lần cuối cùng trong màu áo Chelsea khi được đưa vào sân thay cho Christian Pulisic trong trận Chung kết Cúp FA 2020. Trong thời gian bù giờ, Pedro chấn thương sau một pha va chạm và thậm chí phải thở oxy trước khi rời sân trên cáng. Tại Chelsea, Pedro có tổng cộng 201 trận ra sân và ghi được 43 bàn thắng sau gần 5 năm gắn bó.

### A.S. Roma
Ngày 25 tháng 8 năm 2020, đội bóng tại Serie A là Roma thông báo đã đạt được thỏa thuận chiêu mộ Pedro theo dạng chuyển nhượng tự do với bản hợp đồng có thời hạn 3 năm.

## Sự nghiệp quốc tế

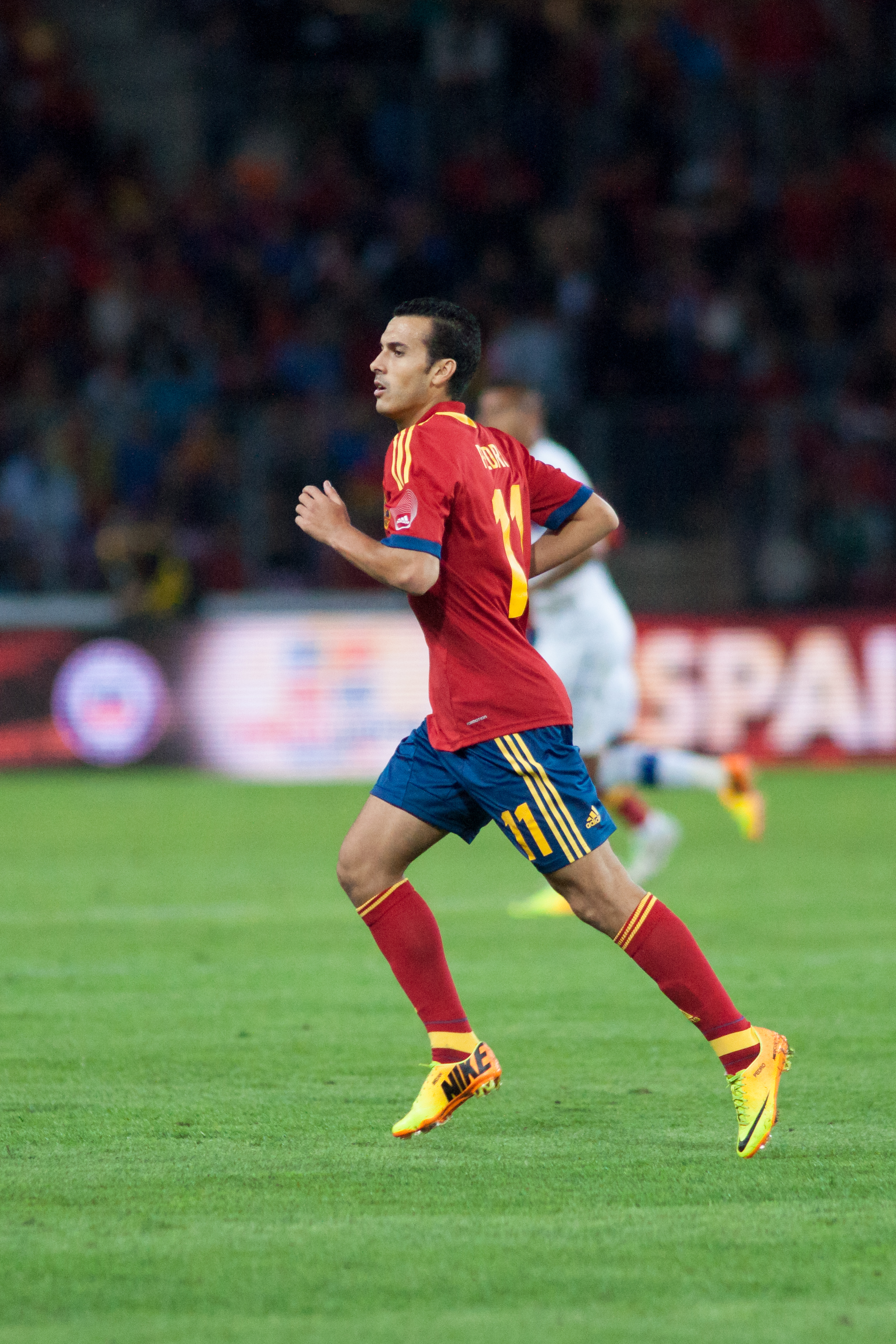
Pedro thi đấu cho Tây Ban Nha năm 2013.

Ngày 20 tháng 5 năm 2010, Pedro được huấn luyện viên Vicente del Bosque triệu tập vào đội tuyển Tây Ban Nha tham dự World Cup 2010 tại Nam Phi. Ngày 29 tháng 5, anh có trận đấu đầu tiên cho đội tuyển trong trận đấu với Ả Rập Saudi.
Ngày 8 tháng 6 năm 2010, trong trận giao hữu cuối cùng trước giải đấu với Ba Lan, Pedro có được bàn thằng quốc tế đầu tiên trong sự nghiệp. Tại giải đấu này anh có năm lần được ra sân (trong đó có ba lần từ ghế dự bị) và đặc biệt được đá chính 60 phút trong Trận chung kết Giải vô địch bóng đá thế giới 2010 gặp Hà Lan. Tây Ban Nha giành chiến thắng 1-0 và có được danh hiệu vô địch thế giới lần đầu tiên trong lịch sử.
Hai năm sau đó, Pedro tiếp tục có tên trong danh sách 23 cầu thủ Tây Ban Nha tham dự Euro 2012. Tại giải đấu này, anh không có cơ hội đá chính và chỉ vào sân từ ghế dự bị. Trong trận tứ kết với Pháp, anh vào sân ở phút 65 đã đem về quả phạt đền mà từ đó Xabi Alonso ấn định tỉ số 2-0 cho Tây Ban Nha. Trong trận chung kết, anh vào sân thay cho David Silva từ phút 59. Tây Ban Nha đã giành chiến thắng 4-0 trước Ý để bảo vệ thành công chức vô địch. Tại Cúp Liên đoàn các châu lục 2013, Pedro là người đầu tiên ghi bàn tại giải đấu cho Tây Ban Nha khi mở tỉ số trong chiến thắng 2-1 trước Uruguay.
Pedro có được cú hat-trick đầu tiên cho đội tuyển trong chiến thắng 4-0 trước Belarus tại vòng loại World Cup 2014. Tại World Cup 2014, Pedro có hai lần ra sân, trong đó được đá chính trong trận thua Chile 2-0. Tại Euro 2016, anh chỉ có hai lần vào sân từ ghế dự bị trong trận đấu vòng bảng với Cộng hòa Séc và vòng 1/16 với Ý. 

## Thống kê sự nghiệp

### Câu lạc bộ
Tính đến 9 tháng 1 năm 2022
| Câu lạc bộ          | Mùa giải            | Giải vô địch        | Giải vô địch | Giải vô địch | Cúp quốc gia | Cúp quốc gia | Cúp liên đoàn | Cúp liên đoàn | Châu Âu | Châu Âu | Khác | Khác | Tổng cộng | Tổng cộng |
| Câu lạc bộ          | Mùa giải            | Hạng đấu            | Trận         | Bàn          | Trận         | Bàn          | Trận          | Bàn           | Trận    | Bàn     | Trận | Bàn  | Trận      | Bàn       |
| ------------------- | ------------------- | ------------------- | ------------ | ------------ | ------------ | ------------ | ------------- | ------------- | ------- | ------- | ---- | ---- | --------- | --------- |
| Barcelona           | 2007–08             | La Liga             | 2            | 0            | 0            | 0            | —             | —             | 0       | 0       | —    | —    | 2         | 0         |
| Barcelona           | 2008–09             | La Liga             | 6            | 0            | 3            | 0            | —             | —             | 5       | 0       | —    | —    | 14        | 0         |
| Barcelona           | 2009–10             | La Liga             | 34           | 12           | 4            | 3            | —             | —             | 10      | 5       | 4    | 3    | 52        | 23        |
| Barcelona           | 2010–11             | La Liga             | 33           | 13           | 7            | 4            | —             | —             | 12      | 5       | 1    | 0    | 53        | 22        |
| Barcelona           | 2011–12             | La Liga             | 29           | 5            | 5            | 4            | —             | —             | 10      | 4       | 4    | 0    | 48        | 13        |
| Barcelona           | 2012–13             | La Liga             | 28           | 7            | 5            | 1            | —             | —             | 10      | 1       | 2    | 1    | 45        | 10        |
| Barcelona           | 2013–14             | La Liga             | 37           | 15           | 8            | 3            | —             | —             | 7       | 1       | 2    | 0    | 54        | 19        |
| Barcelona           | 2014–15             | La Liga             | 35           | 6            | 6            | 5            | —             | —             | 9       | 0       | —    | —    | 50        | 11        |
| Barcelona           | 2015–16             | La Liga             | 0            | 0            | 0            | 0            | —             | —             | 1       | 1       | 2    | 0    | 3         | 1         |
| Barcelona           | Tổng cộng           | Tổng cộng           | 204          | 58           | 38           | 20           | —             | —             | 64      | 17      | 15   | 4    | 321       | 99        |
| Chelsea             | 2015–16             | Premier League      | 29           | 7            | 4            | 0            | 1             | 1             | 6       | 0       | —    | —    | 40        | 8         |
| Chelsea             | 2016–17             | Premier League      | 35           | 9            | 5            | 4            | 3             | 0             | —       | —       | —    | —    | 43        | 13        |
| Chelsea             | 2017–18             | Premier League      | 31           | 4            | 6            | 2            | 3             | 0             | 7       | 1       | 1    | 0    | 48        | 7         |
| Chelsea             | 2018–19             | Premier League      | 31           | 8            | 1            | 0            | 5             | 0             | 14      | 5       | 1    | 0    | 52        | 13        |
| Chelsea             | 2019–20             | Premier League      | 11           | 1            | 6            | 0            | 2             | 1             | 3       | 0       | 1    | 0    | 23        | 2         |
| Chelsea             | Tổng cộng           | Tổng cộng           | 137          | 29           | 22           | 6            | 14            | 2             | 30      | 6       | 3    | 0    | 206       | 43        |
| Roma                | 2020–21             | Serie A             | 27           | 5            | 1            | 0            | —             | —             | 12      | 1       | —    | —    | 40        | 6         |
| Lazio               | 2021–22             | Serie A             | 21           | 7            | 0            | 0            | —             | —             | 6       | 1       | —    | —    | 27        | 8         |
| Tổng cộng sự nghiệp | Tổng cộng sự nghiệp | Tổng cộng sự nghiệp | 389          | 99           | 61           | 26           | 14            | 2             | 109     | 23      | 21   | 6    | 594       | 156       |

### Đội tuyển quốc gia
Tính đến ngày 9 tháng 10 năm 2017
| Đội tuyển quốc gia | Năm       | Số lần ra sân | Số bàn thắng |
| ------------------ | --------- | ------------- | ------------ |
| Tây Ban Nha        | 2010      | 11            | 1            |
| Tây Ban Nha        | 2011      | 4             | 1            |
| Tây Ban Nha        | 2012      | 8             | 7            |
| Tây Ban Nha        | 2013      | 14            | 4            |
| Tây Ban Nha        | 2014      | 11            | 3            |
| Tây Ban Nha        | 2015      | 6             | 0            |
| Tây Ban Nha        | 2016      | 6             | 1            |
| Tây Ban Nha        | 2017      | 5             | 0            |
| Tổng cộng          | Tổng cộng | 65            | 17           |

### Bàn thắng cho đội tuyển quốc gia
| #  | Ngày                 | Địa điểm                                                    | Đối thủ              | Bàn thắng | Kết quả | Giải đấu                 |
| -- | -------------------- | ----------------------------------------------------------- | -------------------- | --------- | ------- | ------------------------ |
| 1  | 8 tháng 6 năm 2010   | Sân vận động Nueva Condomina, Murcia, Tây Ban Nha           | Ba Lan               | 1-0       | 6–0     | Giao hữu                 |
| 2  | 7 tháng 6 năm 2011   | Sân vận động Olímpico Luis Ramos, Puerto la Cruz, Venezuela | Venezuela            | 2–0       | 3–0     | Giao hữu                 |
| 3  | 7 tháng 9 năm 2012   | Sân vận động Nuevo Pasarón, Pontevedra, Tây Ban Nha         | Ả Rập Xê Út          | 2–0       | 5–0     | Giao hữu                 |
| 4  | 7 tháng 9 năm 2012   | Sân vận động Nuevo Pasarón, Pontevedra, Tây Ban Nha         | Ả Rập Xê Út          | 5–0       | 5–0     | Giao hữu                 |
| 5  | 12 tháng 10 năm 2012 | Sân vận động Dinamo, Minsk, Belarus                         | Belarus              | 2–0       | 4–0     | Vòng loại World Cup 2014 |
| 6  | 12 tháng 10 năm 2012 | Sân vận động Dinamo, Minsk, Belarus                         | Belarus              | 3–0       | 4–0     | Vòng loại World Cup 2014 |
| 7  | 12 tháng 10 năm 2012 | Sân vận động Dinamo, Minsk, Belarus                         | Belarus              | 4–0       | 4–0     | Vòng loại World Cup 2014 |
| 8  | 14 tháng 11 năm 2012 | Sân vận động Rommel Fernández, Panama City, Panama          | Panama               | 1–0       | 5–1     | Giao hữu                 |
| 9  | 14 tháng 11 năm 2012 | Sân vận động Rommel Fernández, Panama City, Panama          | Panama               | 3–0       | 5–1     | Giao hữu                 |
| 10 | 6 tháng 2 năm 2013   | Sân vận động Quốc tế Khalifa, Doha, Qatar                   | Uruguay              | 2–1       | 3–1     | Giao hữu                 |
| 11 | 6 tháng 2 năm 2013   | Sân vận động Quốc tế Khalifa, Doha, Qatar                   | Uruguay              | 3–1       | 3–1     | Giao hữu                 |
| 12 | 26 tháng 3 năm 2013  | Stade de France, Saint-Denis, Pháp                          | Pháp                 | 1–0       | 1–0     | Vòng loại World Cup 2014 |
| 13 | 16 tháng 3 năm 2013  | Arena Pernambuco, Recife, Brasil                            | Uruguay              | 1–0       | 2–1     | Confed Cup 2013          |
| 14 | 5 tháng 3 năm 2014   | Sân vận động Vicente Calderón, Madrid, Tây Ban Nha          | Ý                    | 1–0       | 1–0     | Giao hữu                 |
| 15 | 8 tháng 9 năm 2014   | Sân vận động Ciutat de València, Valencia, Tây Ban Nha      | Bắc Macedonia        | 5–1       | 5–1     | Vòng loại Euro 2016      |
| 16 | 15 tháng 11 năm 2014 | Sân vận động Nuevo Colombino, Huelva, Tây Ban Nha           | Belarus              | 3–0       | 3–0     | Vòng loại Euro 2016      |
| 17 | 29 tháng 5 năm 2016  | AFG Arena, St. Gallen, Thụy Sĩ                              | Bosna và Hercegovina | 3–1       | 3–1     | Giao hữu                 |

## Danh hiệu

### Câu lạc bộ

#### Barcelona
- La Liga (5): 2008–09, 2009–10, 2010–11, 2012–13, 2014–15
- Copa del Rey (3): 2008–09, 2012–13, 2014–15
- Supercopa de España (3): 2009, 2010, 2013
- UEFA Champions League (3): 2008–09, 2010–11, 2014–15
- UEFA Super Cup (3): 2009, 2011, 2015
- FIFA Club World Cup (2): 2009, 2011

#### Chelsea
- Premier League: 2016–17
- FA Cup: 2017–18
- UEFA Europa League: 2018–19

### Quốc tế
- FIFA World Cup: 2010
- UEFA European Championship: 2012